# ویتو فالکونیری
ویتو فالکونیری (انگلیسی: Vito Falconieri؛ زادهٔ ۱۸ ژوئن ۱۹۸۶) بازیکن فوتبال اهل ایتالیا است.
از باشگاه‌هایی که در آن بازی کرده‌است می‌توان به باشگاه فوتبال آسکولی، باشگاه فوتبال تورینو، باشگاه فوتبال پارما، باشگاه فوتبال کاتانیا، باشگاه فوتبال کروتونه، و باشگاه فوتبال رجانا اشاره کرد.